# North Norfolk
North Norfolk é um distrito não-metropolitano de Norfolk, Inglaterra.